# Tsholotsho

Tsholotsho é uma cidade e distrito do Zimbábue, situada na província de Matabelelândia Norte.
Esta cidade foi palco de um assassinato em massa em 1983, o genocídio de Gukurahundi, promovido por Robert Mugabe contra o povo matabele.